# アリョーナ・ザワルジナ
アリョーナ・ザワルジナ（Alena Zavarzina（ロシア語:Алёна Игоревна Заварзина）、1989年5月27日 - ）は、ロシアのスノーボード選手。夫は同じくスノーボード選手であるヴィック・ワイルド。2014年のソチオリンピックには夫ともにスノーボードのパラレル大回転に出場し、ザワルジナは銅メダルを獲得した。

## 経歴
ノヴォシビルスク州ノヴォシビルスクにて出生。2010年のバンクーバーオリンピックのパラレル大回転にロシア代表として出場し17位に終わる。2011年にスペインのバルセロナで開催されたスノーボード世界選手権のパラレル大回転で金メダルを獲得。地元ロシアで開催されたソチオリンピックではパラレル大回転で銅メダルを獲得した。2015年にオーストリアのムーラウで開催された世界選手権では銀メダルを獲得する成績を残している。

## 人物
2011年にアメリカ人スノーボード選手であるヴィック・ワイルドと結婚。ワイルドはザワルジナと結婚するにあたってロシア国籍を取得した。ソチオリンピックでは夫とともにパラレル大回転に出場しザワルジナは銅メダル、ワイルドは金メダルを獲得した。